# Lavanda (Crimea)
Lavanda (en (ucraïnès): Лаванда) és un poble (un possiólok) de la República Autònoma de Crimea a Ucraïna, que el 2014 tenia 206 habitants. Pertany al districte rural d'Aluixta.